# 多啦A夢最終話同人誌問題

田嶋安惠在2005年發行的同人誌

多啦A夢最終話同人誌問題（日语：ドラえもん最終話同人誌問題）是男性漫畫家田嶋安惠（田嶋安恵）以筆名於2005年時出版《多啦A夢》最終話同人誌而引起的有關同人誌的版權問題。隨著1999年時因販賣抄襲《精靈寶可夢》角色的成人漫畫而遭拘捕的事件，以及後來其他同人誌涉侵犯版權的事件，在當時出現了應該允許多大程度的二次創作的討論。這也是漫畫圈首宗因為多啦A夢自創結局而遭到著作權方提告侵害版權的案例。

## 事情經過
約1998年，互聯網上流傳著多啦A夢因電池耗盡而不能動，然後由成為機械人專家的大雄使其蘇醒的「哆啦A夢最終回」。一名男性漫畫家以筆名「田嶋・T・安恵」在2005年秋天把這段故事畫成漫畫，製作了20頁的小冊子。該作品在同人誌即賣會要價300日圓，並在秋葉原等地發展、專門售賣同人誌的蜜瓜書店（日语：メロンブックス）以420日圓（包含5%稅，批發價280日圓）價格出售，亦在該店的網上商店進行發售。
這一個很貼近藤子·F·不二雄畫風的最終話不論是故事的展開，還是感動的結尾均在互聯網上得到好評，作為同人誌，這本書異常地有15,500本的出貨記錄，並售出了約13,000本。在販賣結束後，此書曾在網上拍賣，並以5000日圓的最終價成交；最高峰時甚至達到數萬日圓的價格。而且，在互聯網上也有複製的版本，可以自由觀看。
這本同人誌是A5柯式印刷版，總共20頁，封面模仿小學館瓢蟲漫畫（在原版中標題上方的（瓢蟲漫畫）的字樣改成了，註明卷數的地方則以「最終話」取代。另外，封底原來為收錄標題（目錄）的地方也改成了後記，内容為作者對多啦A夢的想法。。
由於這同人誌與原作畫風十分相似，讓人誤以為是「藤子·F·不二雄的真跡」，並有人向小學館查詢，加上故事廣而流傳，使得著作權持有人小學館和藤子·F·不二雄製作公司認為出現了「比想像更嚴重的情況」，並通知這位男性作者他侵犯了版權。收到小學館的通知後，該男子承認侵權並道歉，並將所有庫存銷毀，同時他也要求轉載者刪除在網上未經許可的轉載。
小學館多啦A夢室的室長橫田清表明「儘管我在此之前，已經對網絡可以不受管制且快速傳播的特點有強烈的危機感，但是卻被忽視了。即使多啦A夢有最終回，那麼它也只在已經過世的藤子先生的心中。這個《多啦A夢最終話》使得先生創造的世界觀變質了，我認為不應該有這樣的事發生」。
2007年5月，同人誌作者提交道歉信和承諾以後不再犯的承諾書，並向藤子公司支付了部份的銷售收入。小學館知識產權管理課課長大龜哲郎指「（該同人誌的）裝訂也與原版極為相似，令有些人以為是原版。《多啦A夢》可説是國民的財產，個人隨便自行結束並不是一件好事，也不要忽視這同人志有多達一萬三千個的複本。」
《FLASH》2007年6月19日號，在批評該同人誌侵犯版權的同時，刊登了這同人誌全部16頁的漫畫。對此，小學館表示抗議，指其使侵犯版權的問題更為嚴重，《FLASH》因而道歉。

## 作品
故事基於網上流傳的最終話，内容為因電池用完而動不了的多啦A夢在35年後，被成為了機械工學第一人的大雄喚醒。
一位尊敬和熱愛《多啦A夢》的職業漫畫家表示「不僅是畫風，主題和發展都繼承了藤子·F·不二雄的思想」。夏目房之介則對這同人誌有「讀完最終話後我也哭了。這是一個滿溢著對多啦A夢的愛情的作品」的評價。

## 相關事件
在Comic Market上售賣的二次創作作品大多並未獲原作者許可，若然原作者發起訴訟，該些作品可能會被判定為侵犯版權，但Comic Market已長時間默認這種行為。由於這活動規模越來越大，也有以往只是模仿的業餘漫畫家成為了專業的人氣漫畫家，因此這活動已經成為人才的來源。
小學館知識產權管理課長大龜哲郎對於這次事件能夠以和解方式解決，指「雖然這次做的有點過分，但適當的規則受到保護。這並不是完全否定（作為漫畫文化的一個領域的）同人誌」，對同人誌表示一定的理解。
這次事件後，出現了「内容十分明顯時，該作品應被認為是戲仿」（三崎尚人），以及「對售賣一定數量的同人誌制定規則，須把部份收益交給原作者」（藤本由香里）的提案。
村上知彥指出現時缺乏了對於售賣二次創作的作品的問題的意識。他也指出讀者有著希望看「最終話」的強烈願望。

## 外部連結
- 哆啦A夢中文網的哆啦A夢沒電說（同人創作結局）